# Eduard Barbany
Eduard Barbany Pujol (nacido el 17 de agosto de 1920 en Granollers, fallecido el 28 de avril de 2023) fue un jugador de balonmano español en las modalidades de a once jugadores y a siete, disputando los Campeonatos de España de balonmano a once y la División de Honor.
Fue un jugador típico de enlace, medio o interior, importante pieza en el engranaje del BM Granollers de los años 1940 y 50. Reconocido por su saber hacer dentro del campo.
Su hermano Joan Barbany también fue jugador de balonmano. 

## Trayectoria
- BM Granollers

## Palmarés clubes
- Balonmano a 11
  - 2 Campeonato de España de balonmano a once: 1955-56 y 1958-59
  - 2 Campeonato de Cataluña de balonmano a once: 1955-56 y 1958-59

- Balonmano a 7
  - 3 Primera División: 1955-56, 1956-57 y 1957-58
  - 3 División de Honor: 1958-59, 1960-61 y 1961-62
  - 1 Copa del Generalísimo: 1957-58